# Герб Шептицького
Герб Шептицького — символ міста Шептицького. Затверджений 27 вересня 2002 року рішенням сесії міської ради. 
Автор проєкту — А. Гречило.

## Опис
Щит перетятий на червоне і чорне поля, у червоному — три золоті вагонетки з чорним вугіллям, одна над двома, у чорному — дві скошені навхрест золоті гілки папороті.

## Історія
Основою для сучасного герба та прапора став сюжет герба Шептицького з 1976 р. У них відкориговано малюнки та колористику. Поєднання червоного та чорного кольорів свідчить про місцеві традиції боротьби за незалежність України. Червоний колір також вказує на назву міста, а чорний колір та вагонетки підкреслюють роль вугільної промисловості в його розвитку. Гілки папороті символізують багатство та добробут.